# 이가라시 히토시
이가라시 히토시(일본어: 五十嵐 一, 1947년 ~ 1991년)는 일본의 종교학자이자, 아랍어 및 페르시아어 번역가로, 이슬람 미술 연구의 권위자로 알려져 있다. 또한 그는 쓰쿠바 대학교의 조교수로 재직하던 중에 살만 루슈디의 《악마의 시》를 일본어로 번역하다 살해된 것으로도 유명하다.

## 《악마의 시》와 죽음
1991년 당시, 이가라시 히토시는 인도계 영국인 소설가인 살만 루슈디의 《악마의 시》를 번역하는 데 열을 올리고 있었다. 그러나, 얼마 뒤 그는 쓰쿠바 대학교에 있는 자신의 연구실에서 사망한 채로 발견되었다. 일본 경시청은 원리주의적인 무슬림 사이에서 반이슬람 문학으로 간주되어 지탄받던 《악마의 시》를 번역한 것에 대한 보복살인으로 보고, 방글라데시 국적의 대학 조교를 이가라시 히토시에 대한 살해 혐의로 추적하였다. 그러나, 그의 방글라데시인 조수는 이미 일본에서 출국한 뒤였고 일본 경시청은 방글라데시 경찰에게 수사 협조를 요청하였으나, 현지 경찰이 미온적인 태도로 일관하자 결국 수사 중지를 선언하였다. 이 사건은 전세계에서 《악마의 시》와 관련된 논쟁을 다시금 촉발시키는 계기가 되었다.